# Power Metal (demo)
Power Metal – trzecie demo amerykańskiego zespołu heavymetalowego Metallica. Nagrane zostało 24 kwietnia 1982 roku.

## Lista utworów
1. „Hit the Lights” (James Hetfield, Lars Ulrich) – 4:18
2. „Jump in the Fire” (Hetfield, Ulrich, Dave Mustaine) – 3:55
3. „The Mechanix” (Hetfield, Mustaine) – 4:47
4. „Motorbreath” (Hetfield) – 3:23

- W nawiasach wymienieni są kompozytorzy danych utworów.

## Wykonawcy
- James Hetfield – śpiew, gitara rytmiczna
- Lars Ulrich – perkusja
- Ron McGovney – gitara basowa
- Dave Mustaine – gitara prowadząca, chórki